# Хемессен, Ян ван
Ян ван Хемессен (нидерл. Jan van Hemessen, настоящее имя нидерл. Jan Sanders) (1500, Хемиксем, близ Антверпена — до 1566, Харлем) — южнонидерландский (фламандский) художник.
В 1519 г. ван Хемессен начал учёбу у Хендрика ван Клеве, побывал в Италии и стал мастером в 1524 г. В 1548 г. он был назначен деканом гильдии Святого Луки в Антверпене, а в 1550 г. переехал в Харлем, где умер до 1566 г.
Ван Хемессен писал картины больших размеров на религиозные сюжеты в консервативной манере и в стиле Старшего Брейгеля и Квентина Массейса, хотя и не смог достичь их уровня.
Его дочь Катарина стала художницей.

## Галерея

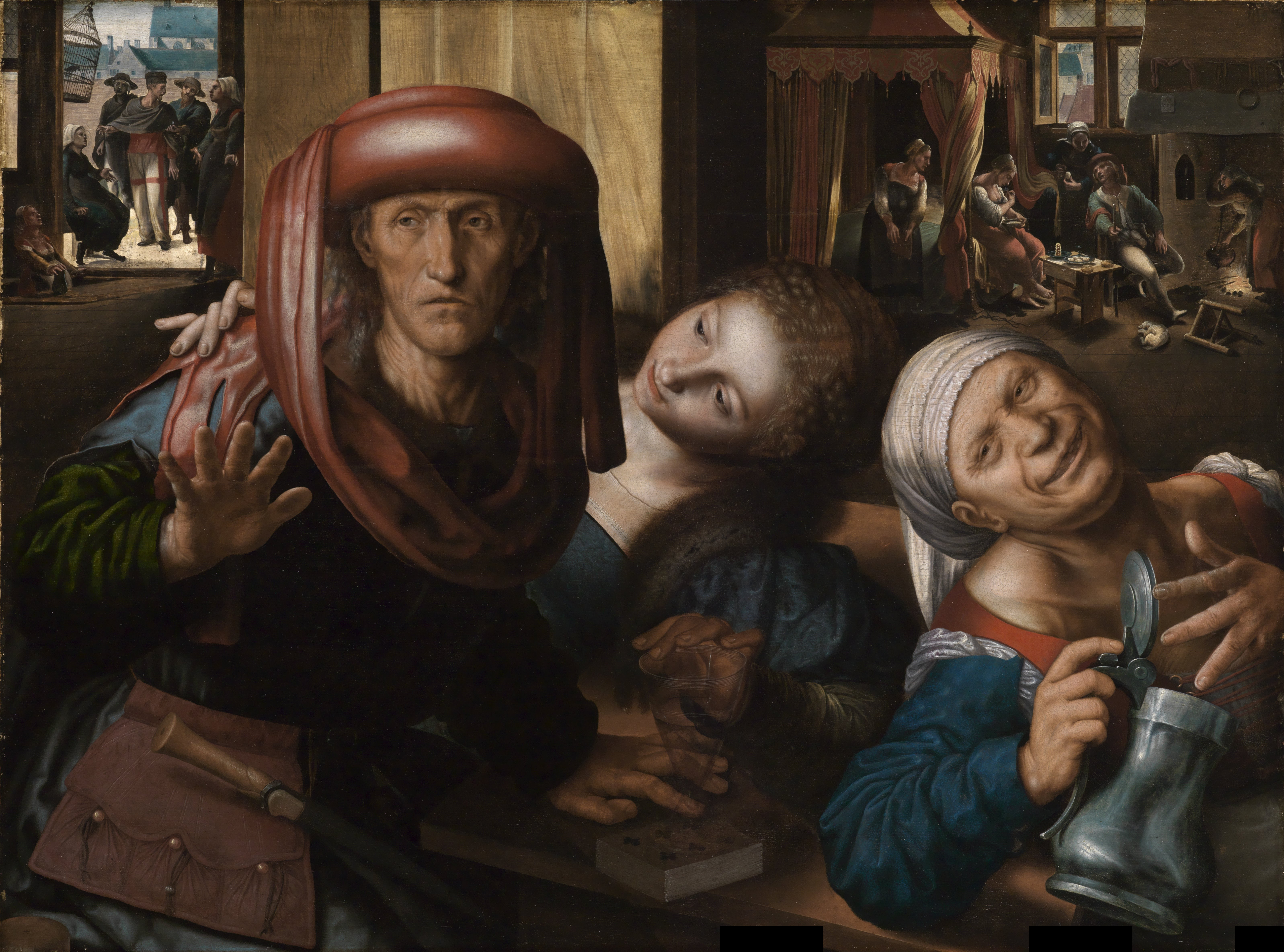
Весёлая компания. Ок. 1545-1550. Кунстхалле. Карлсруэ
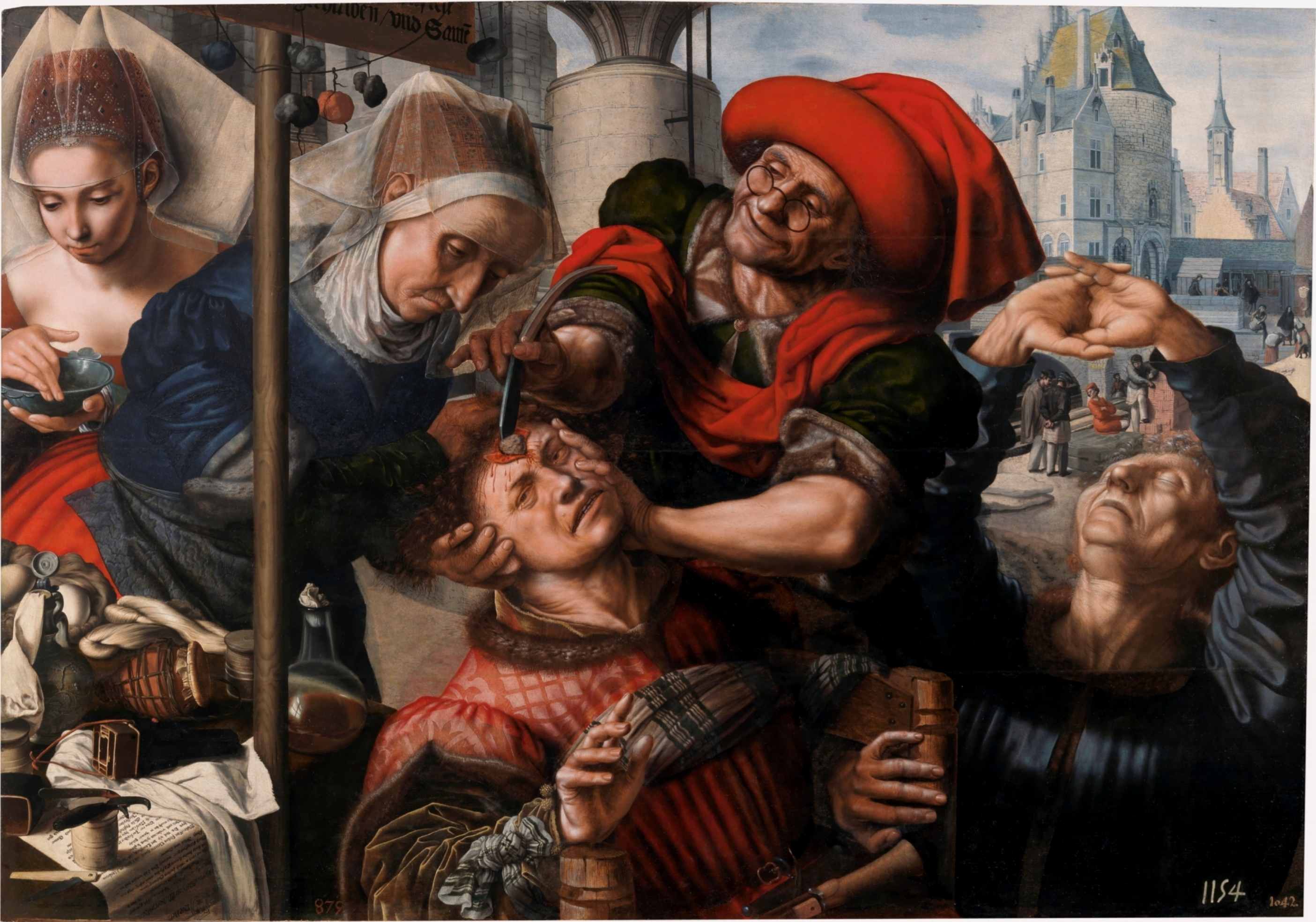
Извлечение камней глупости. 1545-1550. Музей Прадо. Мадрид